# Provinciale weg 790
De provinciale weg 790 (N790) is een provinciale weg in de Nederlandse provincie Gelderland. De N790 begint bij de N345 net voorbij Voorst (in de buurtschap Gietelo) en loopt via Wilp naar de N344 vlak voor Deventer. De weg geldt als primaire toegangsweg tot het recreatiegebied Bussloo.
De weg is uitgevoerd als tweestrooks-gebiedsontsluitingsweg met buiten de bebouwde kom een maximumsnelheid van 80 km/h. Vanaf Gietelo tot aan Bussloo heet de weg Deventerweg, tussen Bussloo en Steenenkamer heet de weg Rijksstraatweg en Wilpsedijk.

## Geschiedenis
Oorspronkelijk was de huidige N790 onderdeel van het rijkswegennet. De weg had nimmer een belangrijke bovenregionale functie, en was tot 1992 administratief bekend als planvervangende rijksweg 830. In het kader van de Wet herverdeling wegenbeheer werd de weg per 1 januari 1993 overgedragen aan de provincie Gelderland, die de weg nummerde als N790.

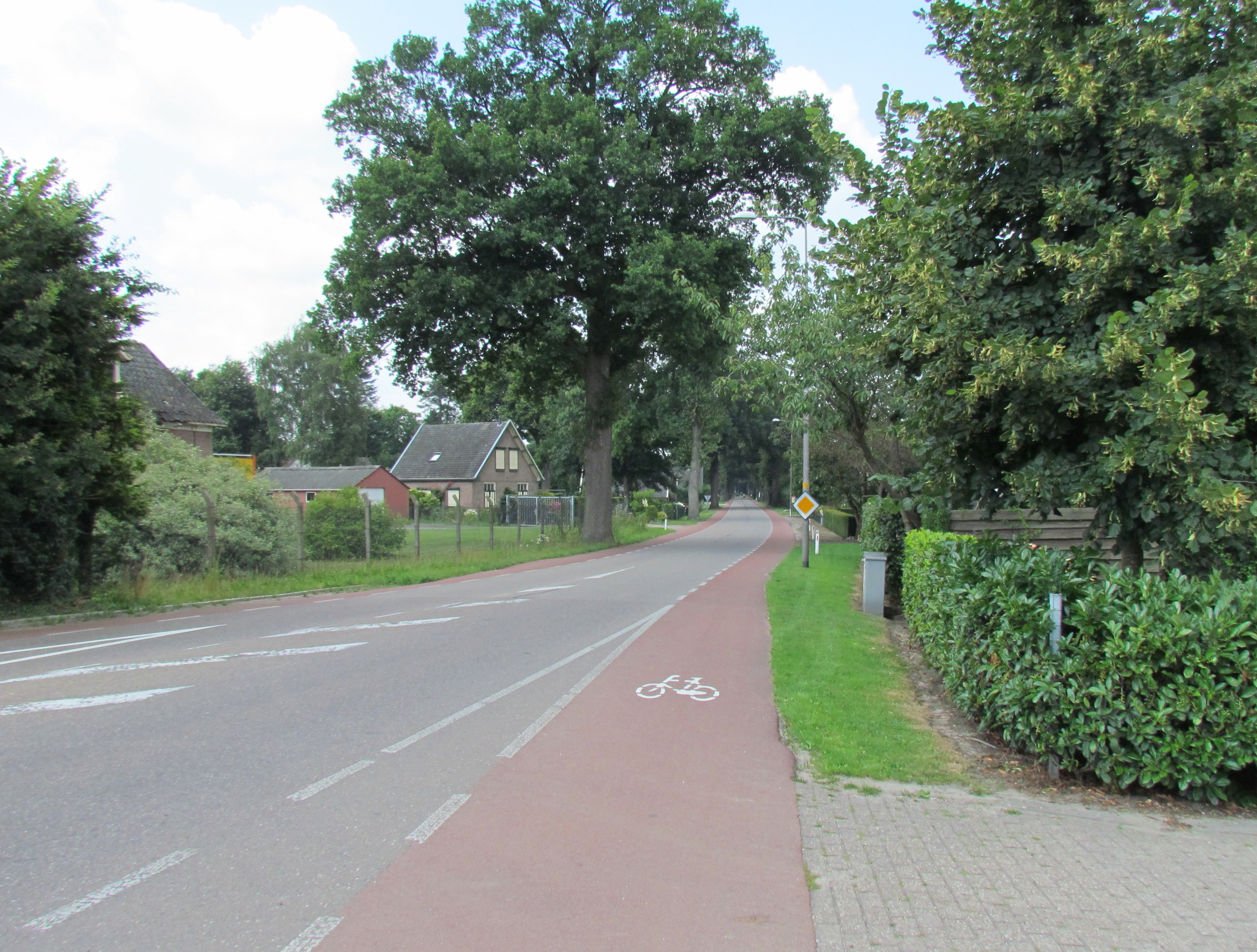
De N790 net voorbij de rotonde in Gietelo

N23 · N34 · N224 · N225 · N229 · N233 · N271 · N301 · N302 · N303 · N304 · N305 · N306 · N307 · N308 · N309 · N310 · N311 · N312 · N313 · N314 · N315 · N316 · N317 · N318 · N319 · N320 · N322 · N323 · N324 · N325/A325 · N326/A326 · N327 · N329 · N330 · N331 · N332 · N333 · N334 · N335 · N336 · N337 · N338 · N339 · N340 · N341 · N342 · N343 · N344 · N345 · N346 · N347 · N348/A348 · N349 · N350 · N351 · N352 · N375 · N377

N418 · N701 · N702 · N703 · N704 · N705 · N706 · N707 · N708 · N709 · N710 · N711 · N712 · N713 · N714 · N715 · N716 · N717 · N718 · N719 · N720 · N727 · N731 · N732 · N733 · N734 · N735 · N736 · N737 · N738 · N739 · N740 · N741 · N742 · N743 · N744 · N745 · N746 · N747 · N748 · N749 · N750 · N751 · N752 · N753 · N754 · N755 · N756 · N757 · N758 · N759 · N760 · N761 · N762 · N763 · N764 · N765 · N766 · N768 · N781 · N782 · N783 · N784 · N785 · N786 · N787 · N788 · N789 · N790 · N791 · N792 · N793 · N794 · N795 · N796 · N797 · N798 · N800 · N801 · N802 · N803 · N804 · N805 · N806 · N810 · N811 · N812 · N813 · N814 · N815 · N816 · N817 · N818 · N819 · N820 · N821 · N822 · N823 · N824 · N825 · N826 · N827 · N830 · N831 · N832 · N833 · N834 · N835 · N836 · N837 · N838 · N839 · N840 · N841 · N842 · N843 · N844 · N845 · N846 · N847 · N848 · N852 · N855

Cursief vermelde wegen zijn voormalige provinciale wegen.